# 구와지마 료타
구와지마 료타(일본어: 桑島 良汰, 1992년 9월 5일~)는 일본의 축구 선수이다.

## 구단 경력
그는 2015년 일본 풋볼 리그의 FC 오사카에 입단했다. 2016년 일본 지역 리그의 FC 이마바리로 이적했다. 2017년부터 일본 풋볼 리그로 승격했다. 2019년 일본 풋볼 리그 3위를 기록하여 J3리그로 승격했다. 2020년까지 137경기에 출전하여, 52득점을 넣었다. 2021년 일본 풋볼 리그의 나라 클럽로 이적했다. 2022년 일본 풋볼 리그 우승으로 J3리그로 승격했다. 2024년 8월 일본 풋볼 리그의 베어틴 미에로 이적했다.